# Instituto Cristóvão Colombo
O Instituto Cristóvão Colombo foi criado em 1895, e era conhecido inicialmente como Orfanato Cristóvão Colombo. Foi criado e administrado pelo padre italiano José Marchetti, que era considerado o “pai dos órfãos”.
O terreno onde foi construído o instituto, foi doado pelo Conde José Vicente de Azevedo, conhecido pela série de doações de terreno no bairro do Ipiranga para a construção de instituições beneficentes, como o Instituto de Cegos Padre Chico e o Hospital e Maternidade Dom Antonio Alvarenga.
O Instituto oferece as crianças acolhidas saúde (com parceria do Projeto Alegria da Clinica Infantil do Ipiranga), alimentação (tendo 5 refeições por dia), lazer (nos amplos espaços que o instituto possui) e criação de valores (como aprender a respeitar o próximo e exercer cidadania).

## História
Criado em 1895, o Orfanato Cristóvão Colombo se tratava de uma iniciativa do padre José Marchetti para abrigar os filhos de imigrantes italianos que sofriam com a pobreza no Brasil, que então mais tarde, passou abrigando também órfãos brasileiros, espanhóis, alemães e portugueses.
O Orfanato seria inicialmente construído no Largo das Perdizes, concedido pelo Monsenhor Fergo O'Connor de Camargo Duarte, Vigário Geral da Diocese de São Paulo. No entanto, após o início da construção do orfanato, um funcionário público visitou o local e informou Marchetti que o terreno era de propriedade do município e não era permitida a edificação de um prédio particular no local.
No dia seguinte, o Padre foi ao encontro do Conde Vicente de Azevedo, que ofereceu outro terreno ao saber do embargo da obra. O novo terreno estava localizado no bairro do Ipiranga e inicialmente iria abrigar o Liceu de Artes e Ofícios de São José e no local já haviam sido construídos parte do edifício anexo e a capela. A obra do Liceu iniciou-se e em 1891, e havia sido interrompida devido a morte do responsável, Dom Luís Lasagna, em um acidente ferroviário em Juiz de Fora.
O padre celebrou a primeira missa na capela em fevereiro de 1895. Para a construção da obra, que se iniciou no dia 8 de fevereiro, Marchetti conseguiu a ajuda de vários homens, mesmo sem um pagamento mensal e também conseguiu doação de tijolos e ferramentas do Conde Vicente de Azevedo. Para conseguir mais auxílio financeiro para a obra, o padre visitou fazendas de café, pedindo doações aos fazendeiros e colonos e também pediu doações para senhoras mais abastadas da sociedade paulistana.
O apoio do Bispo de São Paulo, Monsenhor Joaquim Arcoverde de Albuquerque Cavalcanti, foi de grande ajuda para que a obra recebesse mais doações.
Em março, o padre já cogitava a construção de outro prédio no bairro da Vila Prudente, para que os espaços destinados a meninos e a meninas fossem distinto, como exigiam as convenções do período. Assim, Marchetti optou que edifício na Vila Prudente seria destinado à seção masculina.

### Orfanato Cristóvão Colombo
O Orfanato Cristóvão Colombo foi oficialmente inaugurado no dia 8 de dezembro de 1895. A edificação ainda estava incompleta, mas foi inaugurada devido a crescente necessidade de abrigar crianças órfãs.
Além de acolher os órfãos, o orfanato também tinha o objetivo de instruir as crianças. O local dispunha do ensino escolar primário e também de diversas oficinas de carpintaria, marcenaria, serralheria, alfaiataria, sapataria, padaria e tipografia. O padre José Marchetti também foi responsável por criar a Banda do Orfanato Cristóvão Colombo, cujas atuações foram destaques em diversos eventos de São Paulo. Um deles foi a visita do ex-presidente Prudente de Morais ao bairro Vila Prudente em 1898.
Entre 1896 e 1897, o orfanato encontrou uma série de dificuldades. A primeira foi o afastamento e morte do padre José Marchetti por causa do ao tifo. No mesmo período, o orfanato encontrava-se com um déficit de 80 mil liras, devido às grandes obras nos edifícios. Além disso, foi em 1896 que surgiram os primeiros indícios do desequilíbrio entre oferta e demanda do café, devido a superprodução do produto, o que afetou as doações ao orfanato, visto que a maior ajuda financeira que o orfanato tinha era proveniente de colônias italianas e de fazendeiros de café.
O Padre Fausto Consoni, que ficou então responsável pelo orfanato depois da morte do padre José Marchetti, escreveu uma carta de apelo direcionada à Associação Nacional para Auxílio dos Missionários Católicos Italianos, frisando a importância do orfanato na educação de filhos de imigrantes. Das visitas às fazendas, Consoni teve bons resultados, à exemplo de 300 mil liras doadas pela Baronesa de Tatuí.
O prédio da Vila Prudente foi inaugurado no dia 5 de agosto de 1904, com a bênção do Beato Scalabrini, que estava no Brasil pela primeira vez. Esse edifício, no final, acabou acolhendo as meninas, contrariando os desejos do Padre Marchetti.
O Padre Consoni foi o primeiro diretor do Orfanato Cristóvão colombo e permaneceu na função por 22 anos.
Em 1953, o Orfanato Cristóvão Colombo então tornou-se Instituto Cristóvão Colombo. A terceirização do ensino profissionalizante foi o que demarcou a mudança.

## Padre José Marchetti

Monumentos em homenagem ao beato João Batista Scalabrini e ao padre José Marchetti no Instituto Cristóvão Colombo (SP), Brasil. Nas placas de homenagem está escrito "Beato João Batista Scalabrini, fundador dos missionários de São Carlos, pai dos migrantes" à direita e "Servo de Deus padre José Marchetti, fundador do Instituto Cristóvão Colombo" à esquerda.

O padre José Marchetti nasceu no dia 3 de outubro de 1869, em Lombrici di Camaiore, na Itália. De origem humilde, ele foi ordenado sacerdote em 3 de abril de 1892 e foi nomeado professor de matemática e francês no Seminário Diocesano de Lucca.
No mesmo ano de sua ordenação, o padre teve seu primeiro contato com o Santo Dom João Batista Scalabrini, idealizador do projeto pastoral, assistencial e educacional da Congregação de São Carlos Borromeu, que viria a ser instituído no Orfanato Cristóvão Colombo. O padre já tinha interesse de ser missionário dos imigrantes e se identificou com o projeto do beato, cujo foco era justamente de amparo aos imigrantes italianos.
Os Scalabrinianos, como eram chamados os que seguiam o projeto de Dom Scalabrini, foram enviados para os Estados Unidos e para o Brasil, principalmente para São Paulo, Espírito Santo, Rio Grande do Sul, Paraná e Rio de Janeiro. Além das funções educacionais, suas atividades se estendia ao amparo de doentes. Depois da fundação do Orfanato, Scalabrini o considerou a missão mais importante da Congregação.
A primeira viagem de Marchetti ao Brasil foi em outubro de 1894. Nomeado capelão, ele partiu no navio Maranhão com destino ao Rio de Janeiro. Para a viagem, ele estava encarregado de realizar ofícios religiosos durante o percurso marítimo e de entregar duas cartas, uma para o Bispo de São Paulo e uma para o Bispo do Rio de Janeiro, cujo principal tema era autonomia dos missionários.
Em dezembro, Marchetti viajou novamente ao Brasil como capelão de bordo, dessa vez diretamente para São Paulo. Na ocasião, uma epidemia se espalhará pelo navio, causando muitas mortes e deixando também um grande número de órfãos. Marchetti levou um dos meninos sob sua guarda e se deparou com a dificuldade de encontrar um abrigo para a criança, o que o motivou à construção do Orfanato Cristóvão Colombo, ao procurar pelo Monsenhor Fergo O'Connor de Camargo Duarte e mais tarde pelo Conde José Vicente de Azevedo.
O padre buscava auxílio financeiro para a construção do orfanato entre os fazendeiros e colonos, mas voltou para a Itália em outubro de 1895 para conseguir mais sacerdotes e freiras para ajudar nas atividades do orfanato. Em Piacenza, Marchetti reuniu um grupo de missionárias intituladas "Servas dos Órfãos e Abandonados", mas chamadas pelo sacerdote de "Irmãs Colombianas". Neste grupo estavam a mãe do padre José Marchetti, Carolina Marchetti e também sua irmã, Assunta Marchetti, e mais duas jovens que haviam sido educadas pelo padre enquanto ele ainda estava na Itália.
Na terceira e última viagem que Marchetti fez à Itália em busca de auxílio humano, ele voltou com mais pessoas de sua família. Entre elas, quatro irmãs, um cunhado, seu avô e seu tio.
O padre também realizava diversas viagens para o interior do estado de São Paulo para conseguir recursos para os edifícios e para amparo dos órfãos e migrantes. Durantes as viagens, ele acolhia órfãos e os encaminha ao orfanato no bairro do Ipiranga.
Em 1896, ele viajou para a cidade de Jaú, que na época estava sofrendo com uma epidemia de tifo. Por atender muitas pessoas contaminadas, o padre acabou contraindo a doença e foi afastado do seu cargo como diretor do orfanato, pela necessidade de permanecer em repouso. Com a saúde fragilizada, ele veio a falecer no dia 14 de dezembro de 1896.

## Conde José Vicente de Azevedo
Em 1889, o Conde José Vicente de Azevedo adquiriu do Governo Central 16 hectares de terra do Governo Geral. Nos locais, ele tinha a intenção de construir o Asilo Nossa Senhora Auxiliadora, o Liceu de Artes e Ofícios de São José e obras Pias de Religião e instrução para famílias pobres. Com as obras do Liceu de Artes e Ofícios, o Conde mais tarde viria a propor o terreno para o padre José Marchetti construir o Orfanato Cristóvão Colombo.
José Vicente era descendente de portugueses e nasceu em Lorena, no interior de São Paulo, em 7 de julho de 1859. Em 1876, ele se mudou para a capital paulista, formou-se em direito no Largo São Francisco e ingressou na política. Chegou a integrar a Câmara e o Senado do Vale do Paraíba e em 1885 ele elaborou um projeto sugerindo a criação do que seria a primeira universidade do Brasil. A universidade deveria ser instalada no que hoje é o Museu do Ipiranga, mas o projeto não foi para frente.
Nos terrenos doados por José Vincente, no bairro do Ipiranga, foram criados a Fundação Nossa Senhora Auxiliadora do Ipiranga, o Santuário Sagrada Família, o Seminário das Irmãzinhas da Imaculada Conceição, o Instituto de Cegos Padre Chico, o Hospital e Maternidade Dom Antonio Alvarenga, o Colégio São Francisco Xavier, entre outras.
Ele recebeu o título de Conde Romano em 1935, do Papa Pio XI, em reconhecimento a suas várias benfeitorias. Faleceu em 3 de março de 1944, aos 85 anos.
Em sua homenagem foi criado o Museu Vicente de Azevedo, no bairro do Ipiranga e uma Escola estadual com o nome em sua homenagem, a Escola Estadual Conde José Vicente de Azevedo.

## Arquitetura
O Instituto Cristóvão Colombo é composto por um prédio em linhas modernas, revestimento cerâmico colorido e uma igreja em linhas marcantes. A técnica de construção é de alvenaria de tijolos e os materiais são tijolos cerâmicos.
Ele foi construído em estilo arquitetônico neogótico, que era geralmente utilizado pelas congregações religiosas. Esse era o estilo predominante na arquitetura religiosa católica de São Paulo.

## Significado histórico e cultural
O Instituto Cristóvão Colombo foi de grande relevância no bairro do Ipiranga e na cidade de São Paulo principalmente por causa do acolhimento de órfãos filhos de imigrantes que ou viviam na pobreza e com dificuldades ou viriam a viver se não fosse a existência do Orfanato Cristóvão Colombo. Com o acolhimento, os órfãos recebiam cuidados médicos, alimentação e educação.
A criação do instituto também foi importante para propagar o projeto pastoral do Dom João Batista Scalabrini, que tinha como objetivo principal o auxílio aos imigrantes italianos.

### Tombamento
O Instituto Cristóvão Colombo foi tombado em maio de 2007 junto de mais 11 instituições assistenciais e de ensino do bairro do Ipiranga. O tombamento foi realizado pelo Conselho Municipal de Conversação do Patrimônio Histórico (Conpresp) e publicado no Diário Oficial da Cidade no dia 11 de maio de 2007. Com essa resolução, os 12 imóveis não podem ser demolidos, destruídos ou mutilados.

## Estado atual
Atualmente, o Instituto Cristóvão Colombo mantém parcerias com a Secretaria de Educação do Estado de São Paulo e com a Fundação Nossa Senhora Auxiliadora do Ipiranga. Ele se mantém uma entidade sem fins lucrativos que é mantida com recursos próprios e com doações. No entanto, o instituto agora não é mais voltado para o acolhimento de crianças órfãs, mas sim de qualquer criança com idades entre 5,5 e 11 anos, necessitando cadastro para avaliar as condições de matrícula da criança. O local dispõe de sala de informática, biblioteca e ainda realiza oficinas como horta, comunicação, reciclagem, iniciação esportiva, pintura e artesanato. O orfanato passou para condição de instituto ao terceirizar o ensino.

## Galeria

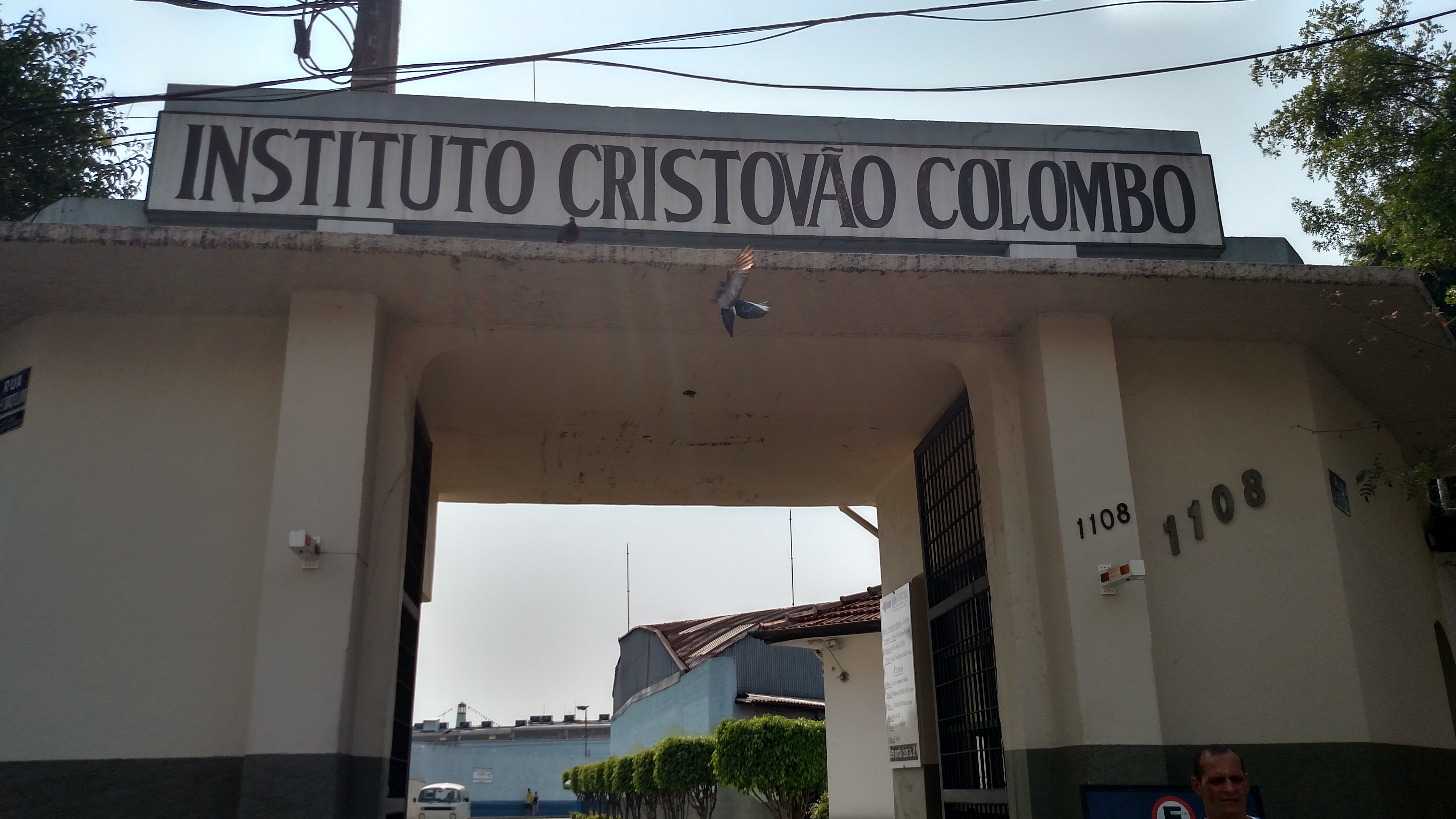
Entrada para o Instituto Cristóvão Colombo (SP), Brasil
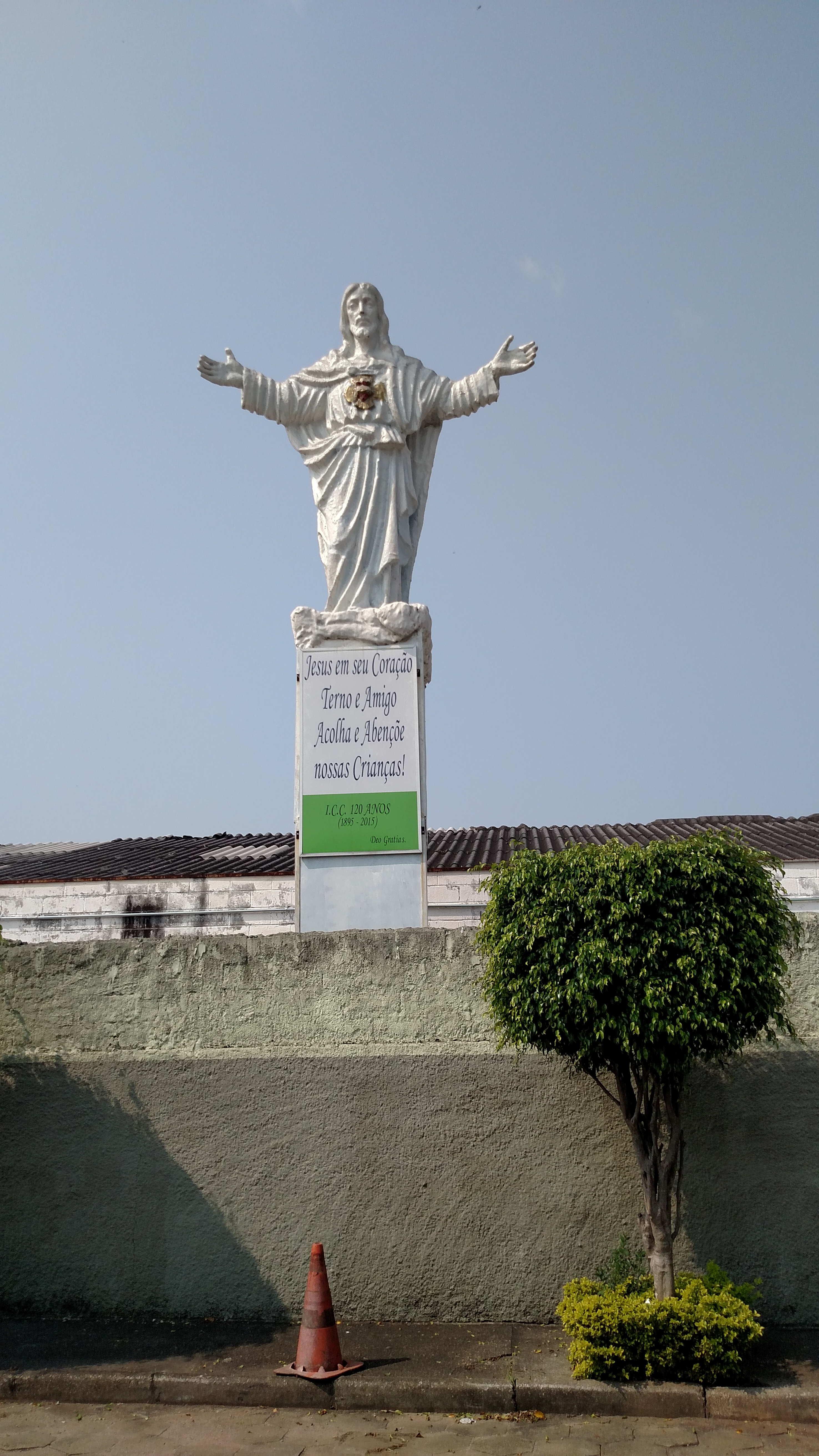
Estátua de Jesus no Instituto Cristóvão Colombo com os dizeres "Jesus em seu coração/Terno e amigo/Acolhe e abençoe/Nossas crianças/ I.C.C 120 anos (1895 - 2015)
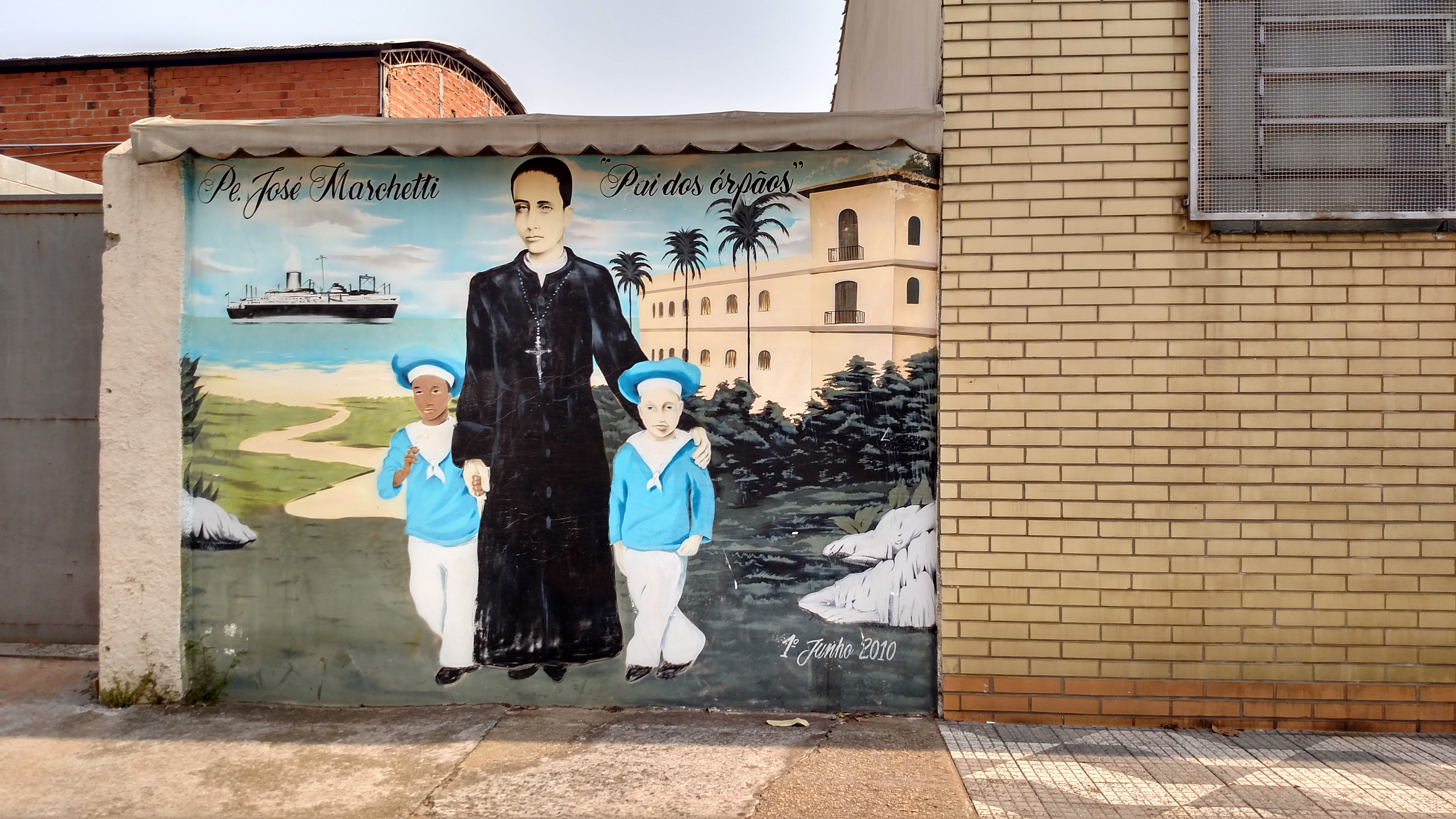
Pintura do padre José Marchetti, fundador do Instituto Cristóvão Colombo e "pai dos órfãos"
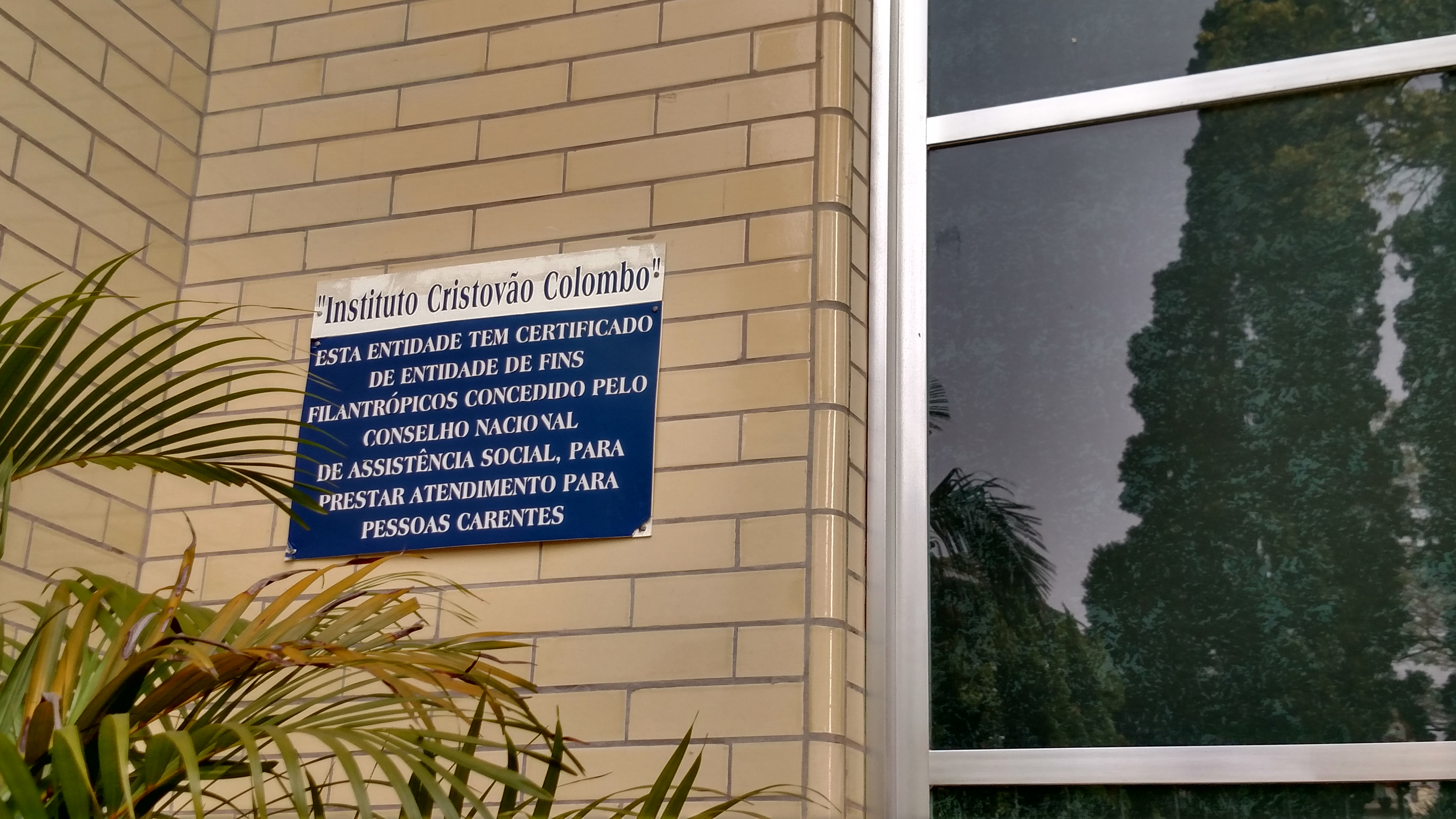
Placa no Instituto Cristóvão Colombo. Nela está escrito "Esta entidade tem certificado de entidade de fins filantrópicos concedido pelo conselho nacional de assistência social, para prestar atendimento para pessoas carentes"